# SLAMF8
SLAMF8 — мембранный белок, продукт гена человека SLAMF8. Входит в семейство сигнальных лимфоцитарных молекул активации (англ. Signaling lymphocytic activation molecule, SLAM).

## Функции
Белок относится к трансмембранным белкам 1-го типа подсемейства CD2 суперсемейства иммуноглобулинов. Играет роль в активации лимфоцитов. Эспрессирован в лимфоидных тканях: лимфатических узлах, селезёнке, вилочковой железе и костном мозге. Может участвовать в дифференцировке миелоидных клеток-предшественников в B-лимфоциты и/или модуляции сигнала, опосредованного через рецептор B-лимфоцитов.

## Структура
Белок состоит из 263 аминокислот, молекулярная масса 31,67 кДа. Внеклеточный участок содержит Ig-домен типа C2, 1 участок гликозилорования и 1 дисульфидную связь.